# Androniscus subterraneus
Androniscus subterraneus is een pissebed uit de familie Trichoniscidae. De wetenschappelijke naam van de soort is voor het eerst geldig gepubliceerd in 1906 door Carl.